# Tech N9ne

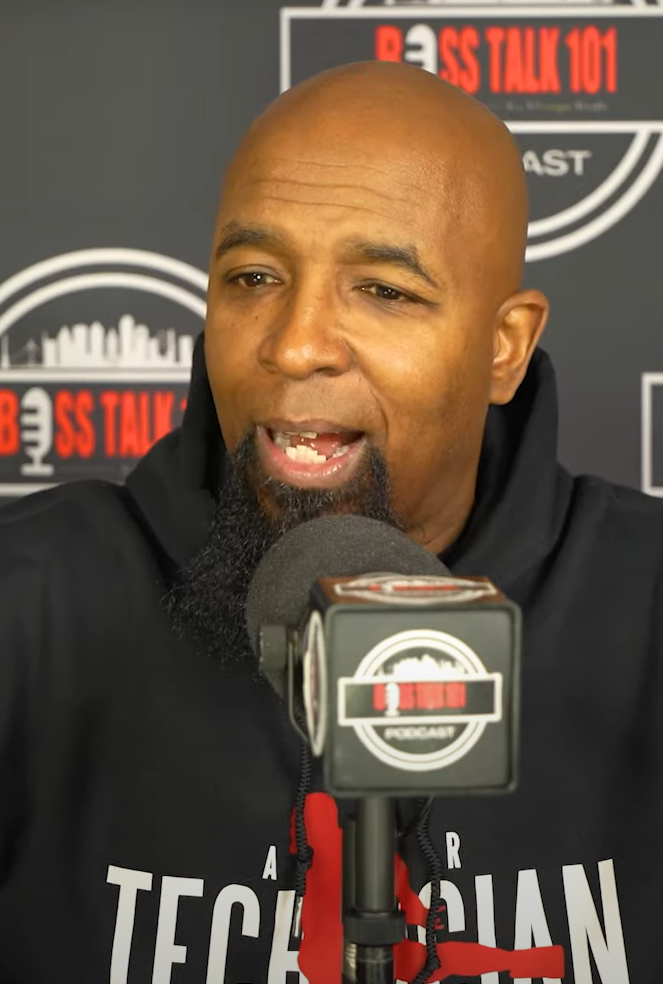
Tech N9ne, 2025

Tech N9ne (sprich: Tech Nine; * 8. November 1971 in Kansas City, Missouri; eigentlich Aaron Dontes Yates) ist ein US-amerikanischer Rapper.
Er verkaufte über eine Million Alben und hält den „Kansas-City-SoundScan“-Rekord für die am meisten verkauften Alben in einer Woche (über 20.000).

## Künstlername
Yates gab sich den Namen Tech N9ne im Jahr 1988. Auf die Frage, warum er sich diesen Namen gegeben habe, antwortete er: „Mein Name bedeutet Technik Nummer neun. Neun ist die Zahl der Perfektion. Eine Schwangerschaft dauert neun Monate. Eine Katze hat neun Leben. Drei plus sechs sind neun. 360 Grad (9-mal 40) sind ein kompletter Kreis. Technik Nummer neun bedeutet „perfekte Technik des Reimens“. Darum kann man mich zusammen mit Yukmouth, C-Bo und Lynch Hung hören. Ich habe mit 2Pac gearbeitet und mit Spice 1. Ich bin bei all diesen Leuten gefragt, weil ich gut abgerundet bin. Ich war sogar bei Eminem in seiner Wakeup Show. Man kann mich mit jedem erdenklichen MC hören, weil ich ganz einfach die perfekte Reim-Technik besitze. Ich bin alles in einem. Es ist wundervoll!“
Gleichzeitig ist dies aber auch eine Anspielung auf eine Schnellfeuerwaffe, die sogenannte TEC-9, da er mit seinen schnellen Raps (im Umgang auch Chopperstyle genannt) oft so schnell rappt, wie diese schießt.

## Anfänge
Tech N9ne begann seine Musikkarriere im Jahr 1988. In seinen frühen Jahren war er Mitglied der Gruppe Nnutt Howze, die er in späteren Texten oft erwähnte, indem er „Six, six, triple eight, forty six, ninety nine, three“ (6688846993) sang, was als SMS geschrieben NNUTT HOWZE ergab. Die Gruppe löste sich auf, nachdem sie von ihrem Label Perspective Records ausgeschlossen wurde. Des Weiteren war er Mitglied der Gruppe 57th Street Rogue Dog Villians, mit der er mit der Single Let’s Get Fucked Up einigen Erfolg hatte.

## Strange Music
Strange Music ist ein Musik-Label, welches von Tech N9ne zusammen mit Travis O’Guin geleitet wird. Es wurde 2002 gegründet. Unter diesem Label veröffentlichte er von da an seine eigenen Alben. Das Label hat aber auch diverse andere Künstler unter Vertrag, wie Krizz Kaliko, ¡Mayday!, Prozak, Rittz, Ces Cru, Brotha Lynch Hung, Stevie Stone, Big Scoob, Wrekonize of ¡Mayday! und den Rapper Murs. Neuerdings wurdem ebenso King Iso und Twisted Insane in das Label eingegliedert.

## Auftreten in den Medien

### Soundtrack des Films Alpha Dog
Vier seiner Lieder gehören zum Soundtrack des Films Alpha Dog – Tödliche Freundschaften. Zwei davon sind auf seinem Album „Everready: The Religion“ zu hören („Caribou Lou“ und „Night and Day“). Weiterhin enthalten sind „Slither“ von seinem Album „Absolute Power“ und „LA LA Land“ (zusammen mit Gina Cassavetes, der Tochter des Alpha Dog-Regisseurs Nick Cassavetes).

### Videospiele
Die Lieder Jellysickle und My Wife, My Bitch, My Girl sind Teil des Soundtracks des Shooter-Spiels 25 to Life. Außerdem ist eine zensierte Version seines Songs The Beast im American-Football-Spiel Madden NFL 2006 zu finden. Der Song Everybody Move ist in dem Rennspiel Midnight Club: Los Angeles zu finden. Zudem ist Dwamn im Rennspiel The Crew zu finden sowie die Singles Straight out the Gate und Last Man Standing von ¡Mayday! feat. Tech N9ne auf WWE 2K18, dessen Musikauswahl von Dwayne "The Rock" Johnson ausgewählt worden war.

### Fernsehen
2007 war Tech N9ne in der MTV-Show I’m from Rolling Stone zu sehen.

## Diskografie

### Studioalben
| Jahr | Titel                     | Höchstplatzierung, Gesamtwochen, AuszeichnungChartplatzierungen (Jahr, Titel, Platzierungen, Wochen, Auszeichnungen, Anmerkungen) | Höchstplatzierung, Gesamtwochen, AuszeichnungChartplatzierungen (Jahr, Titel, Platzierungen, Wochen, Auszeichnungen, Anmerkungen) | Anmerkungen                              |
| Jahr | Titel                     | US | R&B | Anmerkungen                              |
| ---- | ------------------------- | --- | --- | ---------------------------------------- |
| 1999 | The Calm Before the Storm | — | — | Erstveröffentlichung: 9. November 1999   |
| 2000 | The Worst                 | — | — | Erstveröffentlichung: 2. September 2000  |
| 2001 | Anghellic                 | US59 (1 Wo.)US | R&B50 (3 Wo.)R&B | Erstveröffentlichung: 28. August 2001    |
| 2002 | Absolute Power            | US79 Gold · (2 Wo.)US | R&B28 (4 Wo.)R&B | Erstveröffentlichung: 24. September 2002 |
| 2006 | Everready (The Religion)  | US50 Gold · (2 Wo.)US | R&B23 (5 Wo.)R&B | Erstveröffentlichung: 7. November 2006   |
| 2007 | Misery Loves Kompany      | US49 (3 Wo.)US | R&B23 (8 Wo.)R&B | Erstveröffentlichung: 17. Juli 2007      |
| 2008 | Killer                    | US12 (7 Wo.)US | R&B8 (18 Wo.)R&B | Erstveröffentlichung: 1. Juli 2008       |
| 2009 | Sickology 101             | US19 (6 Wo.)US | R&B12 (15 Wo.)R&B | Erstveröffentlichung: 28. April 2009     |
| 2009 | K. O. D.                  | US14 (4 Wo.)US | R&B7 (40 Wo.)R&B | Erstveröffentlichung: 26. Oktober 2009   |
| 2010 | The Gates Mixed Plate     | US13 (3 Wo.)US | R&B5 (16 Wo.)R&B | Erstveröffentlichung: 27. Juli 2010      |
| 2011 | All 6’s and 7’s           | US4 (15 Wo.)US | R&B1 (62 Wo.)R&B | Erstveröffentlichung: 7. Juli 2011       |
| 2011 | Welcome to Strangeland    | US21 (2 Wo.)US | R&B4 (14 Wo.)R&B | Erstveröffentlichung: 8. November 2011   |
| 2013 | Something Else            | US4 (10 Wo.)US | R&B3 (43 Wo.)R&B | Erstveröffentlichung: 30. Juli 2013      |
| 2014 | Strangeulation            | US5 (6 Wo.)US | R&B1 (13 Wo.)R&B | Erstveröffentlichung: 6. Mai 2014        |
| 2015 | Special Effects           | US4 (14 Wo.)US | R&B1 (25 Wo.)R&B | Erstveröffentlichung: 4. Mai 2015        |
| 2015 | Strangeulation II         | US25 (2 Wo.)US | R&B4 (5 Wo.)R&B | Erstveröffentlichung: 20. November 2015  |
| 2016 | The Storm                 | US12 (4 Wo.)US | R&B4 (6 Wo.)R&B | Erstveröffentlichung: 9. Dezember 2016   |
| 2017 | Dominion                  | US28 (1 Wo.)US | R&B16 (1 Wo.)R&B | Erstveröffentlichung: 7. April 2017      |
| 2017 | Strange Reign             | US61 (1 Wo.)US | — | Erstveröffentlichung: 13. Oktober 2017   |
| 2018 | Planet                    | US14 (2 Wo.)US | R&B9 (1 Wo.)R&B | Erstveröffentlichung: 2. März 2018       |
| 2019 | N9NA                      | US34 (1 Wo.)US | R&B21 (1 Wo.)R&B | Erstveröffentlichung: 19. April 2019     |
| 2020 | Enterfear                 | US92 (1 Wo.)US | — | Erstveröffentlichung: 17. April 2020     |
| 2021 | Asin9ne                   | US82 (1 Wo.)US | R&B41 (1 Wo.)R&B | Erstveröffentlichung: 8. Oktober 2021    |
| 2023 | Bliss                     | — | — | Erstveröffentlichung: 14. Juli 2023      |

### Kompilationen
| Jahr | Titel        | Höchstplatzierung, Gesamtwochen, AuszeichnungChartsChartplatzierungen (Jahr, Titel, Platzierungen, Wochen, Auszeichnungen, Anmerkungen) | Anmerkungen                         |
| Jahr | Titel        | R&B | Anmerkungen                         |
| ---- | ------------ | --- | ----------------------------------- |
| 2005 | Vintage Tech | R&B63 (2 Wo.)R&B | Erstveröffentlichung: 22. März 2005 |

Weitere Kompilationen
- 2002: Celcius
- 2009: The Box Set

### EPs
| Jahr | Titel                        | Höchstplatzierung, Gesamtwochen, AuszeichnungChartplatzierungen (Jahr, Titel, Platzierungen, Wochen, Auszeichnungen, Anmerkungen) | Höchstplatzierung, Gesamtwochen, AuszeichnungChartplatzierungen (Jahr, Titel, Platzierungen, Wochen, Auszeichnungen, Anmerkungen) | Anmerkungen                              |
| Jahr | Titel                        | US | R&B | Anmerkungen                              |
| ---- | ---------------------------- | --- | --- | ---------------------------------------- |
| 2010 | The Lost Scripts of K. O. D. | US117 (1 Wo.)US | R&B31 (4 Wo.)R&B | Erstveröffentlichung: 30. März 2010      |
| 2010 | Seepage                      | US57 (1 Wo.)US | R&B10 (3 Wo.)R&B | Erstveröffentlichung: 25. Oktober 2010   |
| 2012 | Klusterfuk                   | US15 (2 Wo.)US | R&B4 (5 Wo.)R&B | Erstveröffentlichung: 13. März 2012      |
| 2012 | E.B.A.H.                     | US31 (1 Wo.)US | R&B4 (4 Wo.)R&B | Erstveröffentlichung: 18. September 2012 |
| 2012 | Boiling Point                | US30 (1 Wo.)US | R&B5 (3 Wo.)R&B | Erstveröffentlichung: 30. Oktober 2012   |
| 2013 | Therapy                      | US32 (1 Wo.)US | R&B4 (2 Wo.)R&B | Erstveröffentlichung: 5. November 2013   |

Weitere EPs
- 2019: Enterfear Level 1
- 2020: Enterfear Level 2
- 2020: More Fear
- 2020: Fear Exodus
- 2021: Blight
- 2023: Siqnaling the Siqly

### Mixtapes
| Jahr | Titel      | Höchstplatzierung, Gesamtwochen, AuszeichnungChartplatzierungen (Jahr, Titel, Platzierungen, Wochen, Auszeichnungen, Anmerkungen) | Höchstplatzierung, Gesamtwochen, AuszeichnungChartplatzierungen (Jahr, Titel, Platzierungen, Wochen, Auszeichnungen, Anmerkungen) | Anmerkungen                                             |
| Jahr | Titel      | US | R&B | Anmerkungen                                             |
| ---- | ---------- | --- | --- | ------------------------------------------------------- |
| 2011 | Bad Season | US118 (1 Wo.)US | R&B28 (2 Wo.)R&B | Erstveröffentlichung: 23. Dezember 2010 mit DJ Whoo Kid |

### Singles
| Jahr | Titel Album                   | Höchstplatzierung, Gesamtwochen, AuszeichnungChartplatzierungen (Jahr, Titel, Album, Platzierungen, Wochen, Auszeichnungen, Anmerkungen) | Höchstplatzierung, Gesamtwochen, AuszeichnungChartplatzierungen (Jahr, Titel, Album, Platzierungen, Wochen, Auszeichnungen, Anmerkungen) | Anmerkungen                                                                       |
| Jahr | Titel Album                   | US | R&B | Anmerkungen                                                                       |
| ---- | ----------------------------- | --- | --- | --------------------------------------------------------------------------------- |
| 2013 | Fragile Something Else        | US— GoldUS | R&B38 (10 Wo.)R&B | Erstveröffentlichung: 17. Juli 2013 feat. Kendrick Lamar, Mayday & Kendall Morgan |
| 2015 | Hood Go Crazy Special Effects | US90 Platin · (7 Wo.)US | R&B27 (16 Wo.)R&B | Erstveröffentlichung: 26. Februar 2015 feat. 2 Chainz & B.o.B                     |

Weitere Singles
- 1996: Mitch Bade
- 1996: Cloudy-Eyed Stroll
- 1997: Soul Searchin
- 1997: Big Bad Wolf
- 2001: It's Alive
- 2002: Slacker
- 2004: Here Comes Tecca Nina
- 2006: Caribou Lou (US: Platin)
- 2011: Worldwide Choppers (feat. Busta Rhymes, Ceza, D-Loc, JL of B. Hood, Twista, Twisted Insane, U$O & Yelawolf, US: Platin)
- 2014: Sedaye Ettehad (mit Yas)
- 2015: Speedom (Worldwide Choppers 2) (feat. Krizz Kaliko & Eminem)
- 2016: Erbody but Me (feat. Bizzy & Krizz Kaliko)
- 2018: Don’t Nobody Want None
- 2020: Am I a Psycho (US: Platin)
- 2020: Dysfunctional (US: Gold)
- 2020: The Beast (US: Gold)
- 2020: Creature (Jelly Role feat. Tech N9ne & Krizz Kaliko, US: Platin)
- 2024: Ronald (Falling in Reverse feat. Tech N9ne & Alex Terrible)

## Auszeichnungen für Musikverkäufe
| Goldene Schallplatte - Neuseeland - 2019: für die Single Hood Go Crazy Platin-Schallplatte - Neuseeland - 2021: für die Single Caribou Lou |

Anmerkung: Auszeichnungen in Ländern aus den Charttabellen bzw. Chartboxen sind in ebendiesen zu finden.
| Land/RegionAuszeichnungen für Musikverkäufe (Land/Region, Auszeichnungen, Verkäufe, Quellen) | Gold     | Platin     | Verkäufe  | Quellen          |
| -------------------------------------------------------------------------------------------- | -------- | ---------- | --------- | ---------------- |
| Neuseeland (RMNZ)                                                                            | Gold1    | Platin1    | 45.000    | radioscope.co.nz |
| Vereinigte Staaten (RIAA)                                                                    | 5× Gold5 | 5× Platin5 | 7.500.000 | riaa.com         |
| Insgesamt                                                                                    | 6× Gold6 | 6× Platin6 |           |                  |

## Filmografie
- 2003: Das Bus
- 2004: T9X: The Tech N9ne Experience
- 2006: Jack’s Law (unveröffentlicht)
- 2007: The Psychumentary